# مارینبرگ (ارتسگبیرگه)
شهر مارینبرگ (به آلمانی: Marienberg) در ایالت زاکسن در کشور آلمان واقع شده‌است.

## نگارخانه

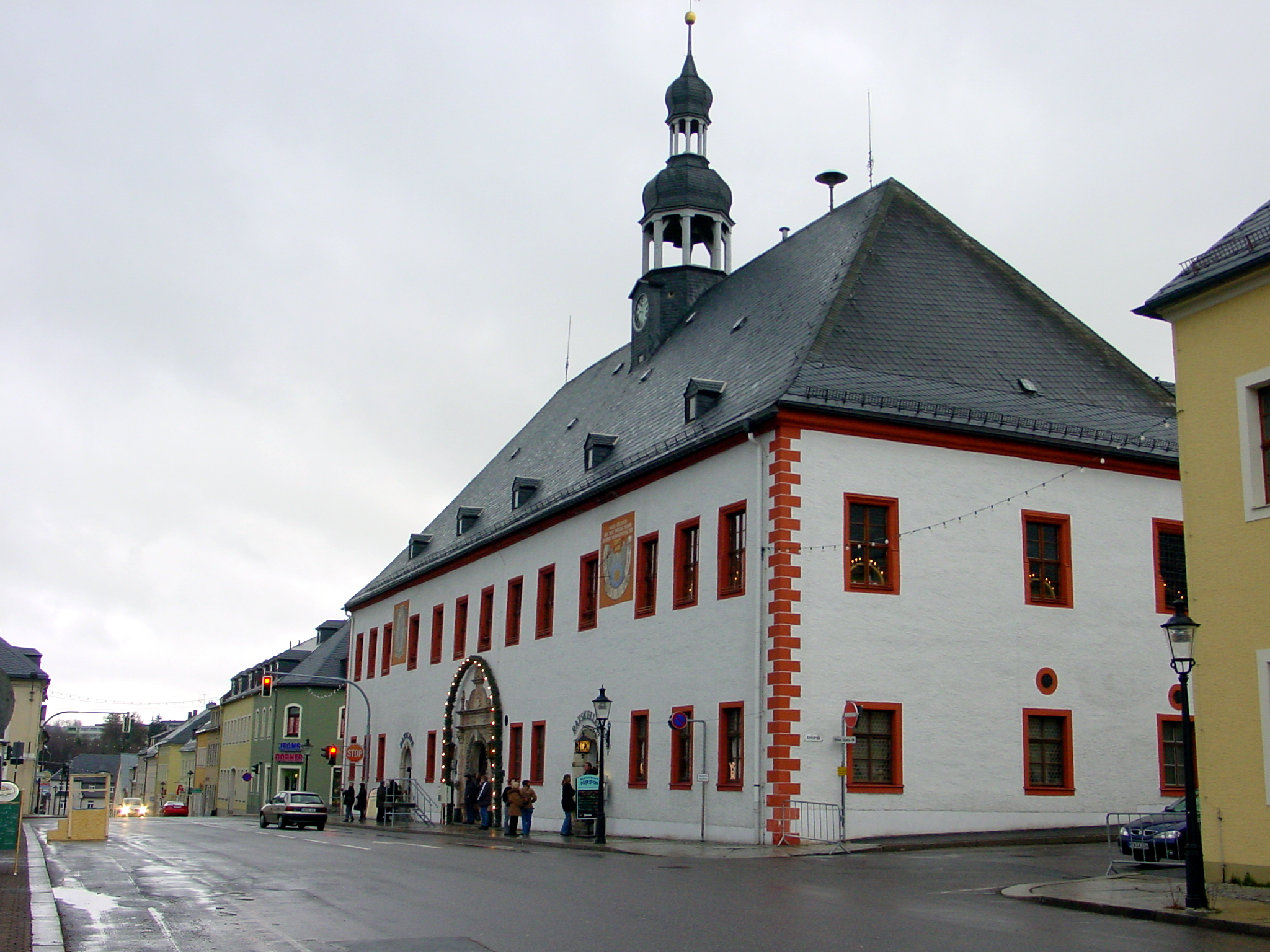
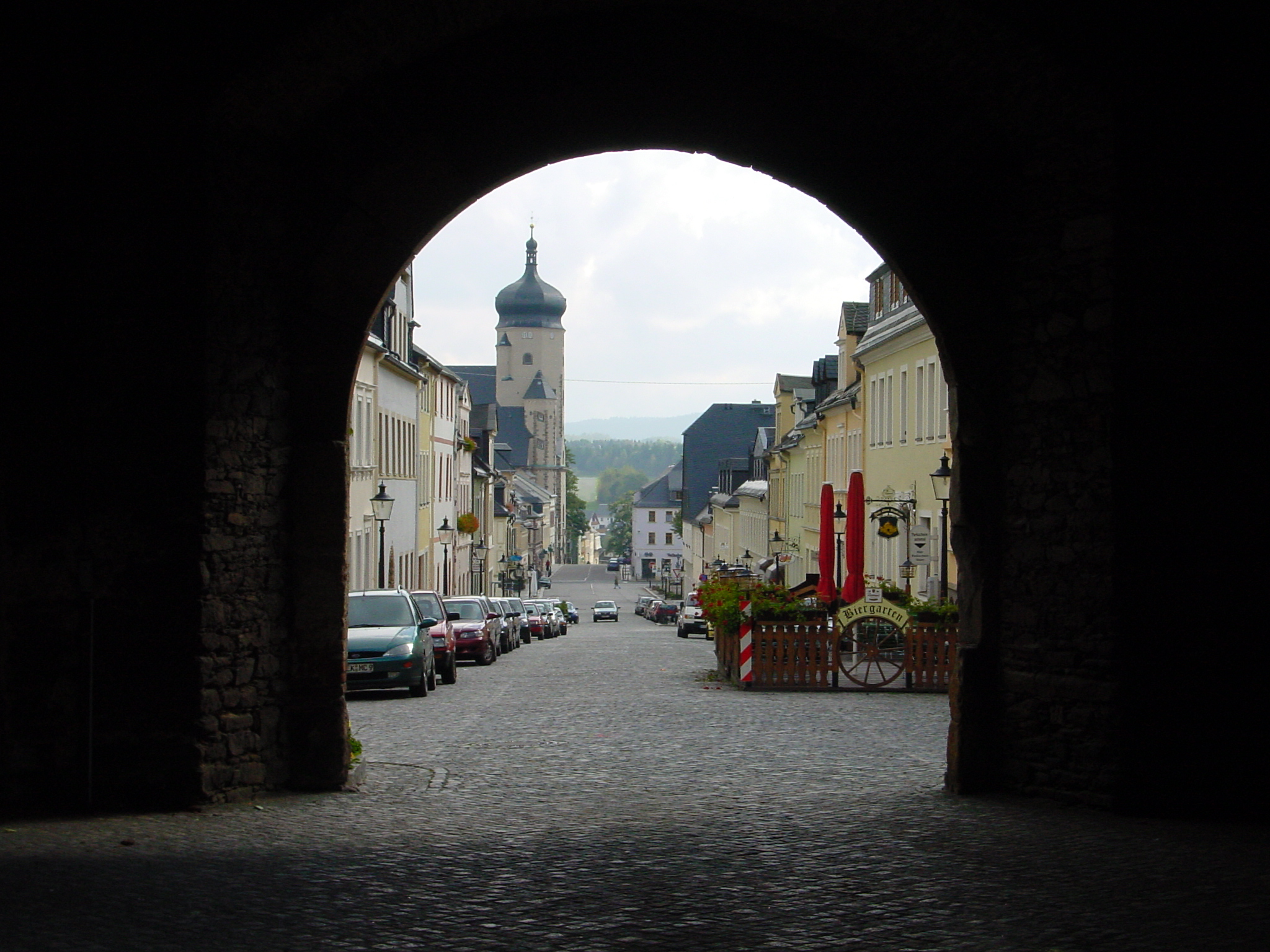